# Kourou
Kourou es una localidad y comuna de la Guayana Francesa, localizada a unos 55 km al noroeste de la capital, Cayena. Cuenta con 25 490 habitantes según los datos de 2011.
El puerto espacial de Kourou —también llamado Centro Espacial Guayanés—, desde donde la Agencia Espacial Europea lanza sus misiones, está localizado a las afueras de la localidad. En el pasado, Kourou fue una colonia penal. Desde 1973 hay también un destacamento de la Legión Extranjera Francesa.

## Demografía
| 563                                    | 659 | 3117 | 4720 | 7061 | 13 873 | 19 107 | 23 813 | 25 260 | 25 490 |
| Cifras oficiales de censos anteriores. |     |      |      |      |        |        |        |        |        |

## Clima
| Parámetros climáticos promedio de Kourou - CSG (1981–2010) | Parámetros climáticos promedio de Kourou - CSG (1981–2010) | Parámetros climáticos promedio de Kourou - CSG (1981–2010) | Parámetros climáticos promedio de Kourou - CSG (1981–2010) | Parámetros climáticos promedio de Kourou - CSG (1981–2010) | Parámetros climáticos promedio de Kourou - CSG (1981–2010) | Parámetros climáticos promedio de Kourou - CSG (1981–2010) | Parámetros climáticos promedio de Kourou - CSG (1981–2010) | Parámetros climáticos promedio de Kourou - CSG (1981–2010) | Parámetros climáticos promedio de Kourou - CSG (1981–2010) | Parámetros climáticos promedio de Kourou - CSG (1981–2010) | Parámetros climáticos promedio de Kourou - CSG (1981–2010) | Parámetros climáticos promedio de Kourou - CSG (1981–2010) | Parámetros climáticos promedio de Kourou - CSG (1981–2010) |
| Mes                                                        | Ene.                                                       | Feb.                                                       | Mar.                                                       | Abr.                                                       | May.                                                       | Jun.                                                       | Jul.                                                       | Ago.                                                       | Sep.                                                       | Oct.                                                       | Nov.                                                       | Dic.                                                       | Anual                                                      |
| ---------------------------------------------------------- | ---------------------------------------------------------- | ---------------------------------------------------------- | ---------------------------------------------------------- | ---------------------------------------------------------- | ---------------------------------------------------------- | ---------------------------------------------------------- | ---------------------------------------------------------- | ---------------------------------------------------------- | ---------------------------------------------------------- | ---------------------------------------------------------- | ---------------------------------------------------------- | ---------------------------------------------------------- | ---------------------------------------------------------- |
| Temp. máx. abs. (°C)                                       | 31.3                                                       | 31.7                                                       | 31.6                                                       | 31.8                                                       | 32.4                                                       | 31.9                                                       | 33.0                                                       | 33.7                                                       | 34.0                                                       | 34.5                                                       | 33.5                                                       | 32.7                                                       | 34.5                                                       |
| Temp. máx. media (°C)                                      | 29.0                                                       | 29.1                                                       | 29.4                                                       | 29.6                                                       | 29.6                                                       | 29.7                                                       | 30.4                                                       | 31.0                                                       | 31.7                                                       | 31.9                                                       | 31.2                                                       | 29.8                                                       | 30.2                                                       |
| Temp. media (°C)                                           | 26.4                                                       | 26.6                                                       | 26.8                                                       | 27.0                                                       | 26.8                                                       | 26.5                                                       | 26.6                                                       | 26.9                                                       | 27.2                                                       | 27.4                                                       | 27.1                                                       | 26.7                                                       | 26.8                                                       |
| Temp. mín. media (°C)                                      | 23.8                                                       | 24.0                                                       | 24.2                                                       | 24.3                                                       | 23.9                                                       | 23.2                                                       | 22.7                                                       | 22.8                                                       | 22.6                                                       | 22.8                                                       | 23.1                                                       | 23.7                                                       | 23.4                                                       |
| Temp. mín. abs. (°C)                                       | 19.2                                                       | 20.0                                                       | 19.5                                                       | 19.0                                                       | 20.0                                                       | 20.0                                                       | 20.0                                                       | 19.1                                                       | 19.1                                                       | 19.0                                                       | 18.1                                                       | 18.8                                                       | 18.1                                                       |
| Lluvias (mm)                                               | 358.4                                                      | 220.3                                                      | 265.9                                                      | 391.0                                                      | 503.2                                                      | 377.1                                                      | 148.6                                                      | 87.7                                                       | 32.8                                                       | 49.1                                                       | 123.8                                                      | 280.5                                                      | 2838.4                                                     |
| Días de lluvias (≥ 1 mm)                                   | 20.67                                                      | 17.07                                                      | 17.03                                                      | 20.27                                                      | 24.87                                                      | 23.83                                                      | 15.93                                                      | 8.53                                                       | 4.43                                                       | 6.40                                                       | 11.80                                                      | 20.13                                                      | 191                                                        |
| Horas de sol                                               | 119.9                                                      | 116.1                                                      | 149.2                                                      | 138.6                                                      | 142.9                                                      | 172.3                                                      | 219.6                                                      | 248.5                                                      | 259.9                                                      | 250.6                                                      | 204.8                                                      | 141.4                                                      | 2163.7                                                     |
| Fuente: Météo-France                                       |                                                            |                                                            |                                                            |                                                            |                                                            |                                                            |                                                            |                                                            |                                                            |                                                            |                                                            |                                                            |                                                            |

| Parámetros climáticos promedio de Kourou - Plage (1981–2010) | Parámetros climáticos promedio de Kourou - Plage (1981–2010) | Parámetros climáticos promedio de Kourou - Plage (1981–2010) | Parámetros climáticos promedio de Kourou - Plage (1981–2010) | Parámetros climáticos promedio de Kourou - Plage (1981–2010) | Parámetros climáticos promedio de Kourou - Plage (1981–2010) | Parámetros climáticos promedio de Kourou - Plage (1981–2010) | Parámetros climáticos promedio de Kourou - Plage (1981–2010) | Parámetros climáticos promedio de Kourou - Plage (1981–2010) | Parámetros climáticos promedio de Kourou - Plage (1981–2010) | Parámetros climáticos promedio de Kourou - Plage (1981–2010) | Parámetros climáticos promedio de Kourou - Plage (1981–2010) | Parámetros climáticos promedio de Kourou - Plage (1981–2010) | Parámetros climáticos promedio de Kourou - Plage (1981–2010) |
| Mes                                                          | Ene.                                                         | Feb.                                                         | Mar.                                                         | Abr.                                                         | May.                                                         | Jun.                                                         | Jul.                                                         | Ago.                                                         | Sep.                                                         | Oct.                                                         | Nov.                                                         | Dic.                                                         | Anual                                                        |
| ------------------------------------------------------------ | ------------------------------------------------------------ | ------------------------------------------------------------ | ------------------------------------------------------------ | ------------------------------------------------------------ | ------------------------------------------------------------ | ------------------------------------------------------------ | ------------------------------------------------------------ | ------------------------------------------------------------ | ------------------------------------------------------------ | ------------------------------------------------------------ | ------------------------------------------------------------ | ------------------------------------------------------------ | ------------------------------------------------------------ |
| Temp. máx. abs. (°C)                                         | 32.0                                                         | 32.2                                                         | 32.7                                                         | 32.2                                                         | 33.3                                                         | 32.5                                                         | 34.7                                                         | 35.5                                                         | 35.7                                                         | 35.8                                                         | 33.2                                                         | 32.5                                                         | 35.8                                                         |
| Temp. máx. media (°C)                                        | 29.4                                                         | 29.4                                                         | 29.8                                                         | 29.9                                                         | 29.9                                                         | 30.0                                                         | 30.8                                                         | 31.6                                                         | 31.9                                                         | 31.9                                                         | 31.4                                                         | 30.2                                                         | 30.5                                                         |
| Temp. media (°C)                                             | 27.3                                                         | 27.4                                                         | 27.7                                                         | 27.7                                                         | 27.5                                                         | 27.1                                                         | 27.5                                                         | 28.1                                                         | 28.5                                                         | 28.8                                                         | 28.5                                                         | 27.8                                                         | 27.8                                                         |
| Temp. mín. media (°C)                                        | 25.2                                                         | 25.3                                                         | 25.6                                                         | 25.5                                                         | 25.1                                                         | 24.3                                                         | 24.1                                                         | 24.6                                                         | 25.1                                                         | 25.6                                                         | 25.6                                                         | 25.4                                                         | 25.1                                                         |
| Temp. mín. abs. (°C)                                         | 21.8                                                         | 21.9                                                         | 21.7                                                         | 21.6                                                         | 22.5                                                         | 21.2                                                         | 22.1                                                         | 22.3                                                         | 22.5                                                         | 23.0                                                         | 22.7                                                         | 21.6                                                         | 21.2                                                         |
| Lluvias (mm)                                                 | 349.1                                                        | 217.1                                                        | 207.4                                                        | 359.4                                                        | 462.6                                                        | 332.6                                                        | 151.7                                                        | 71.8                                                         | 19.0                                                         | 33.7                                                         | 84.1                                                         | 241.8                                                        | 2530.3                                                       |
| Días de lluvias (≥ 1 mm)                                     | 18.6                                                         | 15.4                                                         | 16.1                                                         | 19.5                                                         | 24.1                                                         | 22.4                                                         | 14.9                                                         | 6.4                                                          | 2.8                                                          | 4.9                                                          | 9.5                                                          | 18.8                                                         | 173.4                                                        |
| Fuente: Météo-France                                         |                                                              |                                                              |                                                              |                                                              |                                                              |                                                              |                                                              |                                                              |                                                              |                                                              |                                                              |                                                              |                                                              |

## Turismo
- El Centro Espacial Guayanés recibe visitantes durante todo el año.
- El Musée de l'Espace («Museo del Espacio») está dedicado a la exploración espacial.
- Las Islas de la Salvación: de las tres islas, solo dos —Isla Real e Isla San José— se pueden visitar. La tercera es la Isla del Diablo.
- Les Roches gravées: arte indígena sobre roca, no muy lejos de la pequeña zona industrial de Pariacabo.
- Existen varios caminos en la jungla para hacer senderismo, el más conocido es el llamado Montagne des Singes («Montaña de los Monos»).
- Río Kourou: mucha gente asciende el río en canoas o pequeños barcos para acampar en la costa.